# Efterforskningen
Efterforskningen er en dansk dramaserie fra 2020 som blev udgivet på TV 2 Danmark på 6 afsnit, som er instrueret af Tobias Lindholm. Serien er baseret på opklaringen af Ubådssagen, hvor den 30-årige svenske journalist Kim Wall blev myrdet af den danske opfinder Peter Madsen. Peter Madsen optræder ikke direkte som figur i serien, som i stedet sætter fokus på den efterforskning, der til sidst ender med, at Peter Madsen idømmes livstid for drabet.

## Handling
Drabschef ved Københavns politi Jens Møller Jensen bliver koblet på Ubådssagen, som i første omgang drejer sig om et forlis og en forsvundet person, Kim Wall. Men Ubådens kaptajn, Peter Madsen, bliver kort efter varetægtsfængslet, da der foreligger mistanke om drab eller uagtsomt manddrab. Pilou Asbæk i rollen som specialanklager Jakob Buch-Jepsen presser hele tiden for at få klare beviser for, at der er tale om drab. Fundet af Kim Walls torso er et skridt på vejen, men først da specialenheder og dykkere fra søværnet har bjerget hovedet og kropsdelene, er der samlet materiale til at kræve livstidsstraf. Et særligt indslag er drabchefens forhold til Walls forældre, som i løbet af serien udvikler sig til et venskab.

## Medvirkende
- Søren Malling som drabschef Jens Møller Jensen
- Pilou Asbæk som specialanklager Jakob Buch-Jepsen
- Laura Christensen som politiassistent Maibritt Porse
- Pernilla August som Ingrid Wall
- Rolf Lassgård som Joachim Wall

## Afsnit
| Nr. | Titel                           | Oprindelig sendedato |
| --- | ------------------------------- | -------------------- |
| 1 | "Dag 1"                         | 28. september 2020   |
| Jens Møller Jensen som er leder af afdelingen for personfarlig kriminalitet i Københavns Politi modtager en melding om en hjembygget ubåd, hvor i dens ejer/opfinder og en passager og journalist Kim Wall er meldt savnet under en briefing den 11. august 2017. Senere hører Jens, at kun ejeren er fundet og inde på land igen, og at ejeren har forklaret, at han satte journalisten i lan. Jens hører også, at ubåden er sunket, men får snart at vide af Søværnet at ubåden kun kan være sunket ved en bevidst handling. Det får ham til at tro, at ejeren har slået Wall ihjel. Jens mødes om aftenen med Walls forældre Joachim Wall og Ingrid Wall for at briefe dem, om efterforskningens status. Den efterfølgende dag, bliver ubåden hævet op af havet Jens' kollegaer ved Søværnet Lars Møller "LM". Efterforsker Nicolaj Storm fortæller Jens, at opfinderen har fortalt Storm, at journalisten er død fordi ubådens luge åbenbart var smækket i hendes hoved og døde af det, og at opfinderen har smidt hendes lig i Køge Bugts hav mellem Køge og Falsterbro, Sverige. Specialanklager Jacob Buch-Jepsen fortæller Jens, at opfinderen er varetægtsfængslet i mindst en månedstid for uagtsomt manddrab. Om aftenen bliver ubåden bragt i havn. |                                 |                      |
| 2 | "Det vi ved, og det vi antager" | 5. oktober 2020      |
| Jens og hans faste efterforskningshold fortsætter med at efterforske det uagtsomme manddrab af journalisten. Eftersom de har modtaget flere henvendelser som består af rygter som bygger på, at ubådens journalisten og opfinder er bekendt med hinanden og havde et forhold, beslutter holdet at arbejde i et lukket efterforskningslokale som indeholder en tidslinje over hvad de har erfaret og et whiteboard over, hvad de mistænker. Mens opfinderens omgangskreds fortæller en efter en ved forhør, at vedkommende er uskyldig, iværksætter LM og hans dykkere eftersøgningshold en systematisk men besværlig, enerverende afsøgning af Køge. Efterforskningsholdet får afkræftet rygterne om at journalisten og opfinderen havde kendt hinanden. Da Jens kører hjem, erfarer han fra Storm, at en kvindetorso er fundet ude på den sydvestlige del af Amager. |                                 |                      |
| 3 | "Jagten"                        | 12. oktober 2020     |
| Jens, holdet og Walls forældre får, til deres rædsel bekræftet, at Kvindetorsoen som blevet fundet på Amager uden arme, ben og hoved er journalisten. På trods af at LM's afsøgningshold fik et kort af Vessel Traffic Service Malmø over ubådens rute, har de ingen held med at finde resten af liget. Jens beslutter, at ringe til Sveriges politi som har lighunde der er specielt trænet til at finde ligdelene under vand, et forslag Jens havde fået af Joachim Wall tidligere. |                                 |                      |
| 4 | "1280 meter"                    | 19. oktober 2020     |
| Det danske politi og det svenske politi arbejder med de svenske lighunde får at finde ligdelene, men de ender endnu en gang med ikke at finde noget. De får dog hjælp af LM's kollegaer, som sætter efterforskningsholdet i forbindelse med oceanografen Torben Vang som assisterer dem med at fastslå ligdelenes mulige positioner. Denne gang lykkes det holdet, at finde benene og hovedet. Men retsmediciner Claus rapporterer til Jens og Maibritt at der ikke er fundet kraniefraktur på journalistens hoved, som opfinderen havde forklaret. |                                 |                      |
| 5 | "Et helt menneske"              | 26. oktober 2020     |
| Jens, holdet og Buch-Jepsen indser at opfinderen vil blive ved med at ændre sin forklaring hver gang holdet finde nye inkriminerende beviser der kan forbinde opfinderen med drabet. For at gøre deres mistanke endnu værre, fortæller Storm at opfinderen har forklaret under et forhør den 14. oktober 2017, at journalisten døde som følge af kulilteforgiftning, at lugen var klappet i, mens opfinderen stod oppe i tårnet og derved sugede sig fast som følge af at et vakuum var opstået . Senere lykkes det LM og eftersøgningsholdet at finde de sidste ligdele. En aften melder IT-efterforsker Tanya at hun har fundet videoer og filmsekvenser der indeholder spidning og halshugninger af kvinder på opfinderens private computer. Jens fortæller Buch-Jepsen om fundene, og de to konkluderer, at de nu har motiv og mangler kun dødsårsagen for at kunne tiltale og få dømt opfinderen. |                                 |                      |
| 6 | "In dubio pro reo"              | 2. november 2020     |
| Jens, Buch-Jepsen og holdet får at vide af retsmediciner Claus at han ikke kan fastslå dødsårsagen. Til deres delvis lettelse, rapporterer retslægerådet i deres officielle mentalerklæring at opfinderen er "pervers og svært seksuelt afvigende, og når de to beskrivelse sammenholdes med hans personlighed udgør han en fare for andre menneskers liv, legeme og frihed". Storm fortæller at Teknologisk Institut at de ikke kan afvise opfinderens forklaring om kulilteforgiftning. LM fortæller at de højst sandsynligt aldrig finder opfinderens og journalistens mobiltelefoner. Senere opdager Maibritt, at to af de stiklæsioner må være blevet påført "før eller umiddelbart efter dødens indtræffen". Maibritt giver nyheden til Buch-Jepsen som nu kan bruge det som dødsårsag til at få opfinderen dømt. Buch-Jepsen vælger desuden, at implicere opfinderen med en skærpende omstændighed som Buch-Jepsen fortæller er at, "journalisten kun sejlede med ud i sit virke som journalist, som er en samfundsmæssig vigtig funktion, som opfinderen udnytter". Joachim og Ingrid kører med Jens ind til byretten hvor sagen nu skal præsenteres for retten. Buch-Jepsen får opfinderen dømt, der bliver straffet med fængsel ind til på livstid. I afsnittets epilog, I efterspillet af sagen, fortsætter Joachim Wall med at lede efter sin datters mobiltelefon. Jens trækker sig tilbage fra politiarbejde for at være morfar til sin datters nyfødte søn. Joachim og Ingrid Wall opretter Kim Wall Memorial Fund, og Ingrid holder et fordrag om Kim Walls liv. |                                 |                      |

## Produktion

### Udvikling
TV2 meddelte den 7. oktober, 2019 at Pilou Asbæk skulle spille som specialanklager Jakob Buch-Jepsen og Søren Malling som Jens Møller Jensen der er Leder af Afdelingen for Personfarlig kriminalitet. Pernilla Augusta skulle spille og Rolf Lassgård som Kims forældre. TV2's fiktionschef Katrine Vogelsang sagde at opbakning fra Buch-Jepsen, Jensen og Kims forældre var vigtigt.

### Optagelser
Indendørs scener fra politistationen ser ud til at være blevet optaget på gangarealerne i TV-Byen, og forhallen i Rødovre Rådhus.[kilde mangler]

## Modtagelse

### Kritik
Serien modtog delte meninger, særligt på grund af seriens fokus på sagens makabre natur. Jacob Ludvigsen fra Soundvenue gav serien fem ud af seks stjerner en dag forud for premiereafsnittet "Dag 1" som blev udgivet den 28. september, 2020. Samina Yasmin Jakobsen fra Filmmagisnet Ekko gav den tre ud af seks stjerner og sagde "Håndværket er førsteklasse i Tobias Lindholms serie om af mordet på Kim Wall, men spørgsmålet er, om man kan retfærdiggøre underholdningen". Sarah Iben Almbjerg fra Berlingske gav serien tre ud af seks stjerner og skrev "At se Tobias Lindholms serie om ubådsdrabet er som at være i skolepraktik hos politiet. Her er god til at kigge på arbejdende betjente og høre de meget lange udredninger af deres metode. Det er kedeligt og sobert - og lige præcis den eneste måde, man kan løfte historien på."